# إيرما هوبر
إيرما هوبر (بالإنجليزية: Irma Hopper)‏ هي مبارزة بالسيف أمريكية، ولدت في 14 يوليو 1890 في غاليسبورغ في الولايات المتحدة، وتوفيت في 1963 في نيويورك في الولايات المتحدة.

## وصلات خارجية
- إيرما هوبر على موقع اللجنة الأولمبية الدولية (الإنجليزية)
- إيرما هوبر على موقع أوليمبيديا (الإنجليزية)